# Drinovci (Chorwacja)
Drinovci – wieś w Chorwacji, w żupanii szybenicko-knińskiej, w mieście Drniš. W 2011 roku liczyła 164 mieszkańców.